# قائمة الأعاصير المدارية لشبه الجزيرة العربية

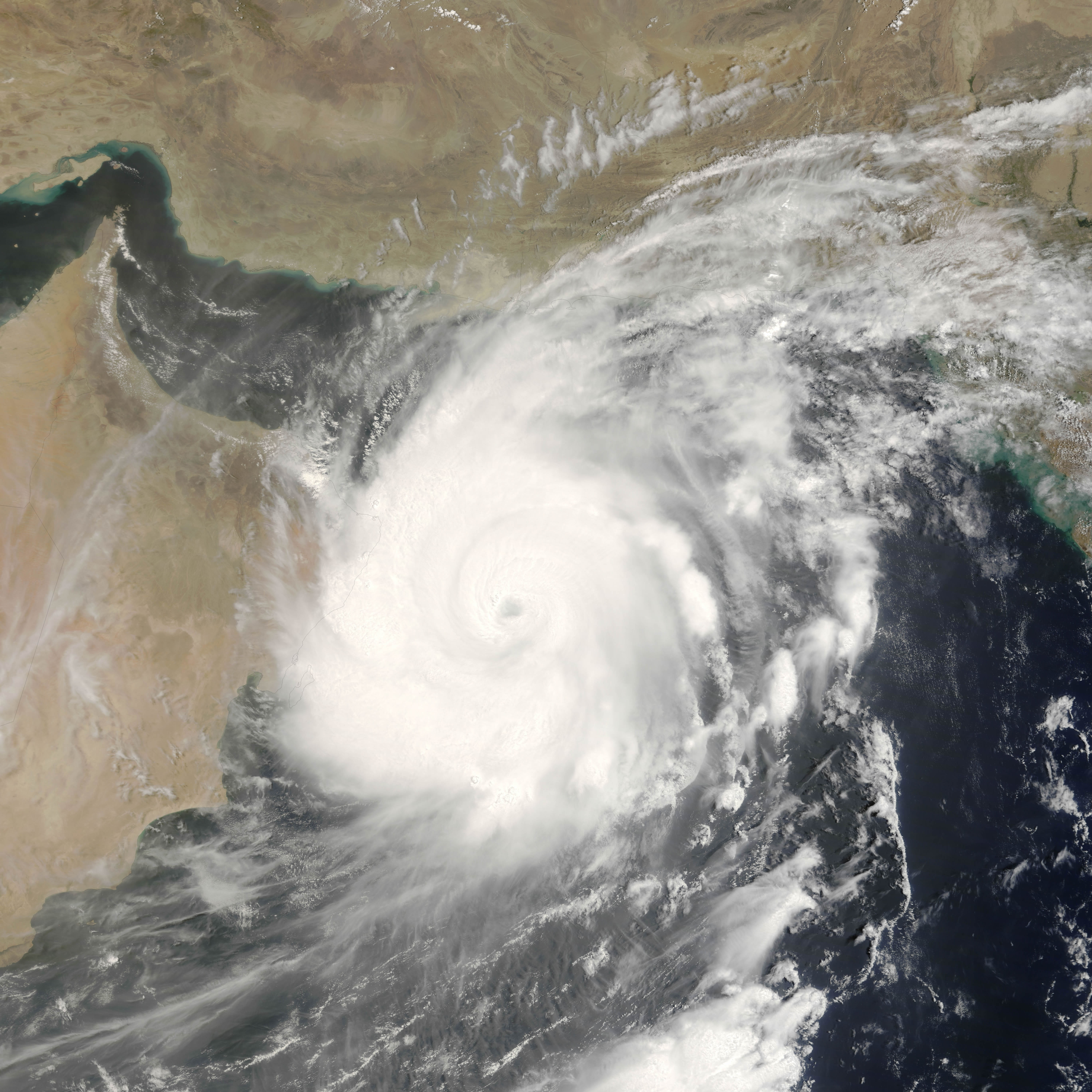
صورة الأقمار الصناعية لإعصار جونو يقترب من ساحل عمان

شبه الجزيرة العربية هي شبه جزيرة بين البحر الأحمر وبحر العرب والخليج العربي. هناك 60 إعصار استوائي (إعصار مداري) معروف أصاب شبه الجزيرة، وخاصة اليمن وسلطنة عمان. وللسهولة، فقد تم تضمين العواصف التي أثرت على جزيرة سقطرى اليمنية. ومعظم الأعاصير المدارية نشأت في بحر العرب، وهو جزء من المحيط الهندي والواقع شمال خط الاستواء وغرب الهند. تشكلت البقية في خليج البنغال قبالة الساحل الشرقي للهند. وإجمالا، تسببت العواصف الستون عن خسائر لا تقل عن 8.3 مليار دولار أمريكي و 1693 حالة وفاة. وكان إعصار غونو أقوى وأخطر تلك الأعاصير، والذي تسبب في أضرار بلغت قيمتها 4 مليارات دولار أمريكي و 50 حالة وفاة عندما ضرب عُمان في عام 2007. ويعود السبب الرئيسي في أضرار الأعاصير المدارية في شبه الجزيرة العربية إلى الفيضانات.

## علم المناخ
داخل المحيط الهندي شمال خط الاستواء، يتم تتبع الأعاصير المدارية من قبل دائرة الأرصاد الجوية الهندية (IMD)، وهو المركز الإقليمي المتخصص للأرصاد الجوية في المنطقة. ويتتبع المركز المشترك للتحذير من الأعاصير ‏ (JTWC) الذي يتخذ من الولايات المتحدة مقراً له، العواصف في الحوض على أساس غير رسمي. بحر العرب، المتاخم لشبه الجزيرة العربية، يولد عادة الأعاصير المدارية في الجزء الجنوبي الشرقي من الجسم المائي، قبالة الساحل الغربي للهند. حوالي 48.5 ٪ من الأعاصير تتبدد دون أن تصل إلى اليابسة، أو تتحرك إلى الشاطئ، وحوالي واحد من كل ثلاث عواصف تتحرك نحو شبه الجزيرة العربية. ومع ذلك، لا تتشكل العواصف في غرب بحر العرب بسبب درجات حرارة سطح البحر الباردة (نتيجة الرياح القوية من الرياح الموسمية)،  وكذلك الهواء الجاف من شبه الجزيرة العربية.

## الآثار حسب البلد

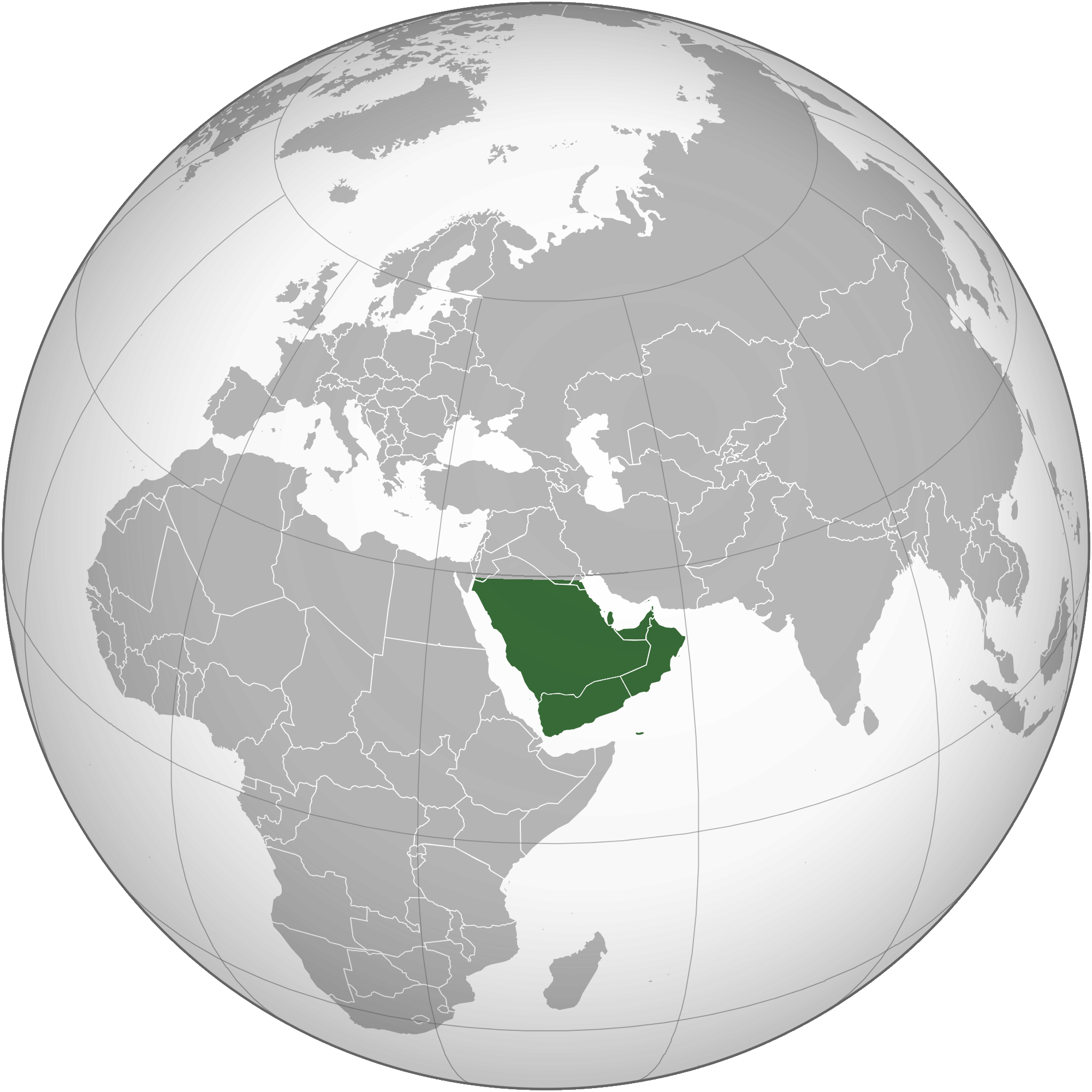
خريطة شبه الجزيرة العربية (مظللة باللون الأخضر)

سلطنة عمان، التي تقع في الركن الجنوبي الشرقي من شبه الجزيرة العربية، تتلقى بانتظام آثار الأعاصير المدارية بسبب ساحلها الطويل على طول بحر العرب. في المتوسط، تضرب العواصف سلطنة عمان مرة كل ثلاث سنوات، معظمها بين ولاية مصيرة وصلالة، وعادة قبل يونيو أو بعد أكتوبر. من 1943 إلى 1967، شكلت الأعاصير المدارية حوالي 25 ٪ من إجمالي هطول الأمطار في صلالة. حوالي مرة واحدة كل خمس سنوات، تؤثر العاصفة على منطقة ظفار في جنوب عمان، ومسقطالعاصمة العمانية حوالي مرة واحدة كل عشر سنوات. بين عامي 1890 و 1996، ضربت 36 عاصفة عُمان، على الرغم من أن بعض العواصف الأرضية قد تكون مستثناة من السجل التاريخي بسبب قلة المراكز السكانية. بالإضافة إلى ذلك، لم تكن شدة العواصف في اليابسة معروفة تمامًا إلا منذ عام 1979 تقريبًا، وبدأ حفظ السجلات الموثوق بها في عام 1970. في عام 2014، اكتشف فريق الآثار دليلًا على أن فيضانًا كبيرًا أثر على رأس الحد في شرق عمان، ربما نتيجة لكارثة تسونامي أو عاصفة شديدة.
كان إعصار غونو في عام 2007 هو الإعصار الأكثر تدميرا في عمان، وكان أقوى عاصفة مسجلة في بحر العرب والأقوى على اليابسة. خلف غونو أضرار وخسائر تقد بـ 4 مليارات دولار أمريكي وقتل 50 شخصًا، مما يجعلها أسوأ كارثة طبيعية في عمان. في عام 2010، تسبب إعصار فيت بخسائر وأضرار أضعف قليلاً، بلغت 780 مليون دولار و 24 حالة وفاة أثناء عبور شرق عمان. العاصفة كيلة في السنة التالية قتلت 19 شخصًا أثناء مرورها بالقرب من الساحل الجنوبي لسلطنة عمان، وخلفت 80 مليون دولار أمريكي في أضرار. في عام 1890، تسببت عاصفة في مقتل 757 شخصًا عندما غمرت معظم العاصمة العمانية. تسببت عاصفة في عام 1959 في غرق سفينة بالقرب من جنوب عمان، مما أدى إلى فقدان جميع أفراد الطاقم البالغ عددهم 141. قتل حطام آخر مرتبط بالعواصف 18 شخصًا في ديسمبر 1998. في يونيو 1977، ضربت عاصفة جزيرة مصيرة، مما تسبب في وفاة 105 وأصبحت أسوأ كارثة طبيعية في عمان في القرن العشرين. عاصفة في عام 2002 ‏ أسفرت عن مقتل تسعة وتسببت في أضرار قدرها 25 مليون دولار أمريكي. وأدى إعصار نيلوفر في عام 2014 إلى مقتل أربعة أشخاص بسبب زخات المطر.
على الرغم من أن العواصف نادراً ما تضرب اليمن، فقد ضرب الإعصاران شابالا وميغ البلاد أسبوعًا واحدًا في نوفمبر 2015. ويوجد بالبلاد عاصفتان مسجلتان من جراء العواصف الإعصارية الشديدة - الأعاصير المدارية التي بلغت رياحها 89 كم/س (55 ميل/س)الأقل كم. الأولى كانت عاصفة في مايو 196، والثانية كانت الإعصار تشابالا في عام 2015، والثاني هو ثاني أقوى إعصار مسجل في بحر العرب. ضرب تشابالا في وقت سابق جزيرة سقطرى الساحلية اليمنية، والتي ضربها إعصار ميغ بعد أقل من أسبوع. قتلت العاصفة مجتمعة 26 شخصًا في اليمن. كانت أسوأ كارثة طبيعية تشهدها البلاد من عاصفة عام 1996 التي ضربت عُمان في وقت سابق، مما تسبب في فيضانات شديدة تسببت في أضرار بلغت 1.2 مليار دولار و 338 حالة وفاة. ثاني أسوأ كارثة طبيعية في اليمن كانت من السيول في عام 2008 الذي أودت بحياة 180 شخصًا وتسببت في أضرار قدرها 874.8 مليون دولار أمريكي. في الآونة الأخيرة، قتل امرأة أثناء إعصار ساغار ‏ عندما اشتعلت النيران في منزلها بسبب العاصفة.
في مكان آخر من شبه الجزيرة، ألحقت أمواج إعصار غونو الضرر بميناء الفجيرة في الإمارات العربية المتحدة. في عام 1995 ومرة أخرى في عام 1996، دخلت بقايا العاصفة التي ضربت سلطنة عمان الربع الخالي، في المملكة العربية السعودية. في عام 2008، جلبت بقايا العاصفة التي ضربت اليمن الأمطار والعواصف الترابية إلى السعودية والعراق.

## قائمة العواصف

### قبل عام 1900
- 2 يونيو 1881 - عبرت عاصفة جزيرة مصيرة وتلاشت فوق جنوب شرق عمان.[38]
- 1 يونيو 1885 - مر إعصار يتحرك غربًا عبر خليج عدن شمال جزيرة سقطرى اليمنية مباشرةً بأمواج عاتية ورياح عاتية. أثرت العاصفة في وقت لاحق على سفينة قبالة مدينة عدن باليمن، والتي أبلغت عن رياح من القوة 12 على مقياس بوفورت، جنبا إلى جنب مع هطول الأمطار الغزيرة والبرق.[19]
- يونيو 1889 - التقويس باتجاه الغرب من الهند، عبرت عاصفة شمال بحر العرب واصطدمت بالقرب من الطرف الشرقي لسلطنة عمان.[39] قدرت محاكاة كمبيوتر عام 2009 أن العاصفة كانت ستنتج موجات تبلغ 10 م (33 قدم) على طول الساحل الشمالي الشرقي العماني.[7]
- 5 يونيو 1890 - بعد دخول خليج عمان، ضرب إعصار صحار في شمال شرق عمان بعد مروره شمال شرق مسقط، وجرف السفن إلى الشاطئ. أسقطت العاصفة 286 مـم (11.3 بوصة) من الأمطار على مدار 24 ساعة، وهو أعلى معدل لهطول الأمطار يوميًا في تاريخ البلاد. دمرت الرياح العاتية العديد من المنازل، وتوفي حوالي 50 شخصًا في مسقط وبالقرب من مطرح. أسقطت الفيضانات الداخلية الألاف من أشجار النخيل وغمرت الاودية. وعلى الصعيد الوطني، قتلت العاصفة 757 شخصًا على الأقل.[19]
- 2 يونيو، 1898 - تحركت عاصفة قوية عبر شرق عمان، تبددت في بحر عمان.[40]

### 1900–1949
- 2 مايو 1901 - التقويس باتجاه الشمال، مرت عاصفة شرق عمان مباشرة قبل أن تتجه إلى الشمال الشرقي وتضرب باكستان، وتنتج موجات عالية على طول الساحل.[7][41]
- 2 نوفمبر 1906 - هبت عاصفة استوائية على الساحل الجنوبي لسقطرى.[42]
- 26 مايو 1911 - عاصفة شديدة ضربت عمان جنوب الدقم.[13]
- 27 مايو 1916 - تعرضت منطقة ظفار في عمان لعاصفة إعصارية.[13]
- 2 يونيو 1916 - ضرب شمال شرق ظفار مرة أخرى عاصفة إعصارية.[13]
- 13 أكتوبر 1921 - تحركت في نهاية المطاف عاصفة طويلة المسار عبر الهند في نهاية المطاف إلى الشاطئ في جنوب غرب عمان.[13][43]
- 6 كانون الأول (ديسمبر) 1922 - نشأ إعصار طويل المسار بالقرب من سريلانكا على الساحل الشمالي لجزيرة سقطرى معادل لرياح قوة الإعصار، حيث وصل إلى 120 كم/ساعة على الأقل (75 ميلاً في الساعة). كانت العاصفة الأخيرة لتلك الشدة التي تضرب الجزيرة حتى عام 2015.[44]
- 6 يونيو 1927 - ضربت عاصفة عمان جنوب الدقم.[45]
- 30 سبتمبر 1929 - ضرب جنوب شرق عمان إعصار سرعان ما تبدد داخل البلاد.[46]
- • 25 أكتوبر 1948 - انتقلت عاصفة عبر معظم شبه الجزيرة العربية الشرقية، وعبرت من صلالة، عمان، وتشتت في الخليج العربي بالقرب من الإمارات العربية المتحدة.[47] أسقطت العاصفة 156 مـم (6.1 بوصة) من الأمطار في صلالة، مما ساهم فيما بعد في تفشي الجراد.[6]

### 1950–1979

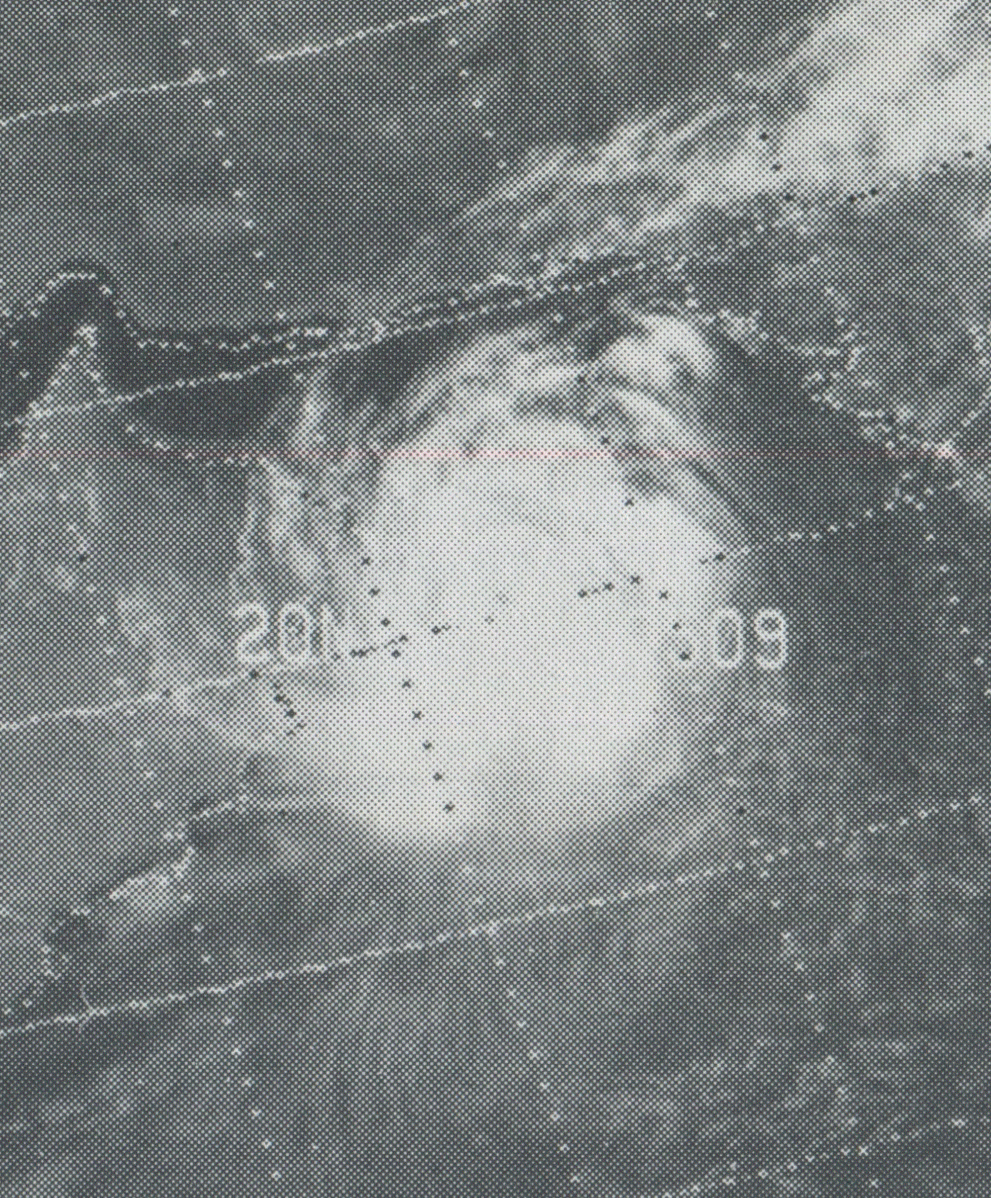
صورة الأقمار الصناعية لإعصار عمان 1977

- ديسمبر 1957 - تطور إعصار فوق بحر العرب بالقرب من خليج عمان في 27 ديسمبر. وانتقلت العاصفة غربًا، حيث هبت العاصفة على البحرين بسرعة 180 كم/س (110 ميل/س). انهارت منصة نفط بحرية، مما أسفر عن مقتل 20 من موظفي شركة رويال داتش شل.[48]
- 24 مايو 1959 - مرت عاصفة على جنوب غرب عمان بالقرب من ريسوت. وقدرت عواصف الرياح عند عين الإعصار بنحو 167  كم / ساعة (104 ميل في الساعة)، وانخفض الضغط الجوي إلى 968 مـم.بار (28.6 inHg). وقطعت العاصفة امدادات الطاقة ودمرت العديد من المنازل المحلية.[19] سجلت صلالة 117 مـم (4.6 بوصة) من الأمطار،[3] مع ارتفاع لمعدلات الأمطار على الجبال، مما أدى إلى جرف الطريق الذي يربط صلالة وريسوت. في البحر، دمرت موجات قوية العديد من القوارب، بما في ذلك مركب شراعي يحمل 141 شخصًا;[19] جميع الذين كانوا على متن القارب قتلوا.[20]
- 18 يوليو 1959 - بعد نشأته في خليج البنغال والتحرك عبر الهند، انتقل المنخفض إلى الداخل بالقرب من مسقط.[13][49]
- 18 مايو 1960 - انتقلت عاصفة إعصارية شديدة إلى الشاطئ في شرق اليمن، وهي واحدة من عاصفتين فقط من هذه الشدة تضرب البلاد؛ والآخرى كان تشابالا في عام 2015.[28][50]
- 16 سبتمبر 1961 - ضرب إعصار مشتت شرق عمان بعد انتقاله جنوب غربًا من الهند.[51]
- 30 مايو 1962 - منخفض ضعيف تم تتبعه فوق عُمان جنوب الدقم.[13]
- 26 مايو 1963 - هبطت العاصفة التي مرت بجنوب غرب صلالة، أدت إلى هطول أمطار في سلطنة عمان، بمعدل 230 مـم (9.1 بوصة)، مصحوبة بعواصف رياح إلى 111 كم/ساعة (69 ميلاً في الساعة).[19]
- 7 ديسمبر 1963 - انتقلت عاصفة إعصار إلى الشاطئ في جنوب شرق عمان،[13] حيث جلبت رياح قوية إلى صلالة.[52]
- 11 نوفمبر 1966 - ضرب إعصار جنوب غرب عمان وسقط 203 مـم (8.0 بوصة) من الأمطار في صلالة، مما ساهم في تفشي الجراد.[6][51]
- 2 يونيو 1970 - أثناء الانتقال غربًا عبر بحر العرب، مر منخفض جنوب جزيرة مصيرة مباشرةً قبل أن يتلاشى فوق عُمان.[13][53]
- 20 كانون الأول (ديسمبر) 1971 - عاصفة تتحول إلى اتجاه الشمال الشرقي أثناء تفريخها من الساحل الجنوبي لسلطنة عمان.[54]
- 2 يوليو 1972 - عاصفة ضعيفة انتقلت إلى الشاطئ في شرق عمان.[55]
- 27 يونيو 1972 - ضرب منخفض جوى شرق عمان.[56]
- 24 أكتوبر 1972 - بتقويس باتجاه الغرب، انتقلت عاصفة عبر شمال سقطرى.[57]
- في 27 مايو 1973 - أثناء تحركها غربًا عبر بحر العرب، ضربت عاصفة ضعيفة جزيرة سقطرى اليمنية قبل أن تتبدد بعيدًا عن الشاطئ،[58] على الرغم من أن المحيط الخارجي للعاصفة أثر على ساحل شبه الجزيرة العربية.[59]
- 21 مايو 1974 - عاصفة ضعيفة ضربت الشحر في شرق اليمن.[60]
- 17 أكتوبر 1976 - شمال سقطرى ضربت عاصفة استوائية ضعيفة.[61]
- 13 يونيو 1977 - تسبب إعصار في عمان مع رياح متواصلة تبلغ سرعتها 165 ميلاً في الساعة (105 كم/ساعة) وعاصفة إلى 230 كم / ساعة (140 ميلاً في الساعة)، ضرب إعصار قوي جزيرة مصيرة وتقدم إلى البر الرئيسي العماني،[19] وكانت هذه العاصفة الأقوى التي تضرب شبه الجزيرة العربية حتى حدوث إعصار غونو في عام 2007.[62][63] ألحقت الرياح أضرارًا تقريبًا بكل مبنى في جزيرة مصيرة، بما في ذلك في القاعدة العسكرية،[19] في حين وصل هطول الأمطار على الجزيرة 430.6 مـم (16.95 بوصة) خلال 24 ساعة، وهو أكثر من ستة أضعاف متوسط هطول الأمطار السنوي هناك. كان المجموع هو أعلى معدل لهطول الأمطار يوميًا في الفترة من 1977 إلى 2003 على مستوى البلاد.[8] تم الإبلاغ عن هطول أمطار أعلى قليلاً من 482.3 مـم (18.99 بوصة) في محطة على بعد 40 كم (25 ميل) شمال شرق صلالة 40 كـم (25 ميل) northeast of Salalah.[19] كان الإعصار يعتبر أسوأ كارثة في عُمان خلال القرن العشرين،[23] مما تسبب في 105 حالات وفاة.[22]
- 20 يونيو 1979 - عاصفة انتقلت إلى الشاطئ بالقرب من مصيرة مع مساحة واسعة من رياح عاصفة جنوب شرق المركز.[64]
- في 25 أيلول (سبتمبر) 1979 - نشأت عاصفة في بحر الهند الجنوبي، وسقطت في عمان جنوب غرب جزيرة مصيرة.[13][65]

### 1980–1999

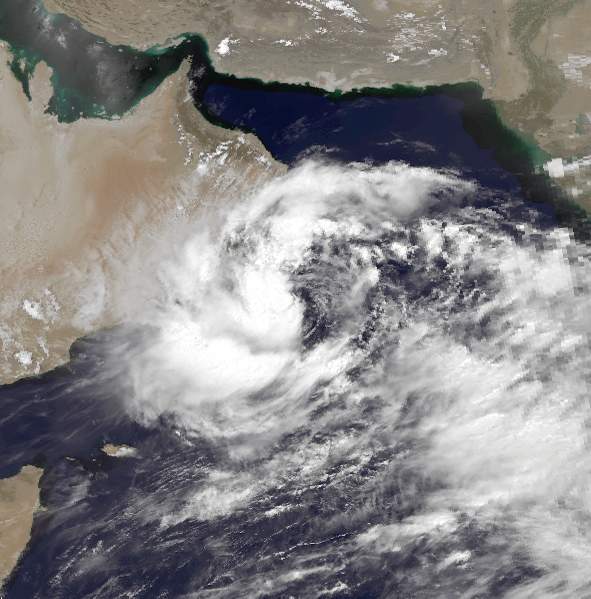
صورة الأقمار الصناعية لإعصار عمان 1996

- 10 أغسطس، 1983– سميت غير رسميا باسم أورورا (Aurora)، وهي عاصفة استوائية ضعيفة داخل الرياح الموسمية ضربت شرق عمان وانتشرت بسرعة على الأرض.[66]
- 25 مايو 1984 - انتقلت عاصفة نامية عبر سقطرى قبل انتقالها غربًا عبر خليج عدن، وهي أول عاصفة تسجل عبور جسم الماء.[67][68]
- 3 أكتوبر 1992 - تم تسجيل حوالي 33 مـم (1.3 بوصة) من الأمطار في ولاية صور، بسلطنة عمان، مع تحرك العاصفة فوق البلاد.[69]
- نوفمبر 1993 - عاصفة أثرت على المناطق الساحلية في عمان.[39]
- 9 يونيو 1994 - تبددت عاصفة ضعيفة بعد عبور الساحل العماني بالقرب من مصيرة.[70]
- أواخر تموز / يوليو 1995 - انتقل هبوط الرياح الموسمية عبر شمال عمان والإمارات العربية المتحدة والربع الخالي في المملكة العربية السعودية. وصل هطول الأمطار إلى 300 مـم (12 بوصة) 300 ملم (12 بوصة) على جبل شمس في عمان.[36]
- 11 يونيو 1996 - عاصفة استوائية  [لغات أخرى]‏ ضربت جنوب شرق عمان، مما أسفر عن مقتل شخص في قارب صيد، وتسبب فيضانات في مناطق معزولة.[3] دخلت بقايا العاصفة الربع الخالي من المملكة العربية السعودية ثم تقدمت بعد ذلك إلى اليمن، حيث أنتجت أسوأ فيضانات في البلاد.[30] هطول الأمطار الغزيرة منذ 70 عامًا، حيث وصل إلى 189 مـم (7.4 بوصة) في مأرب،[3] جرفت أو أتلفت 1,068 كـم (664 ميل) من الطرق و 21 جسراً،[71] بعضها يرجع تاريخه إلى 2000 سنة.[3] تم تدمير ما لا يقل عن 1820 منزلًا،[32] وكان هناك 338 حالة وفاة في اليمن،[32] مع أضرار كلية تقدر بنحو 1.2 مليار دولار أمريكي.[31] تسببت الفيضانات الراكدة في اندلاع الجراد في أغسطس 1996 والذي أصاب المملكة العربية السعودية للأشهر الثلاثة القادمة.[3]

- 17 ديسمبر، 1998 - عاصفة ضعف بسرعة، بعد أن ضرلت شرق عمان،[72] مما أسفر عن مقتل 18 شخصًا بعد غرق سفينة.[21]

### 2000–2009

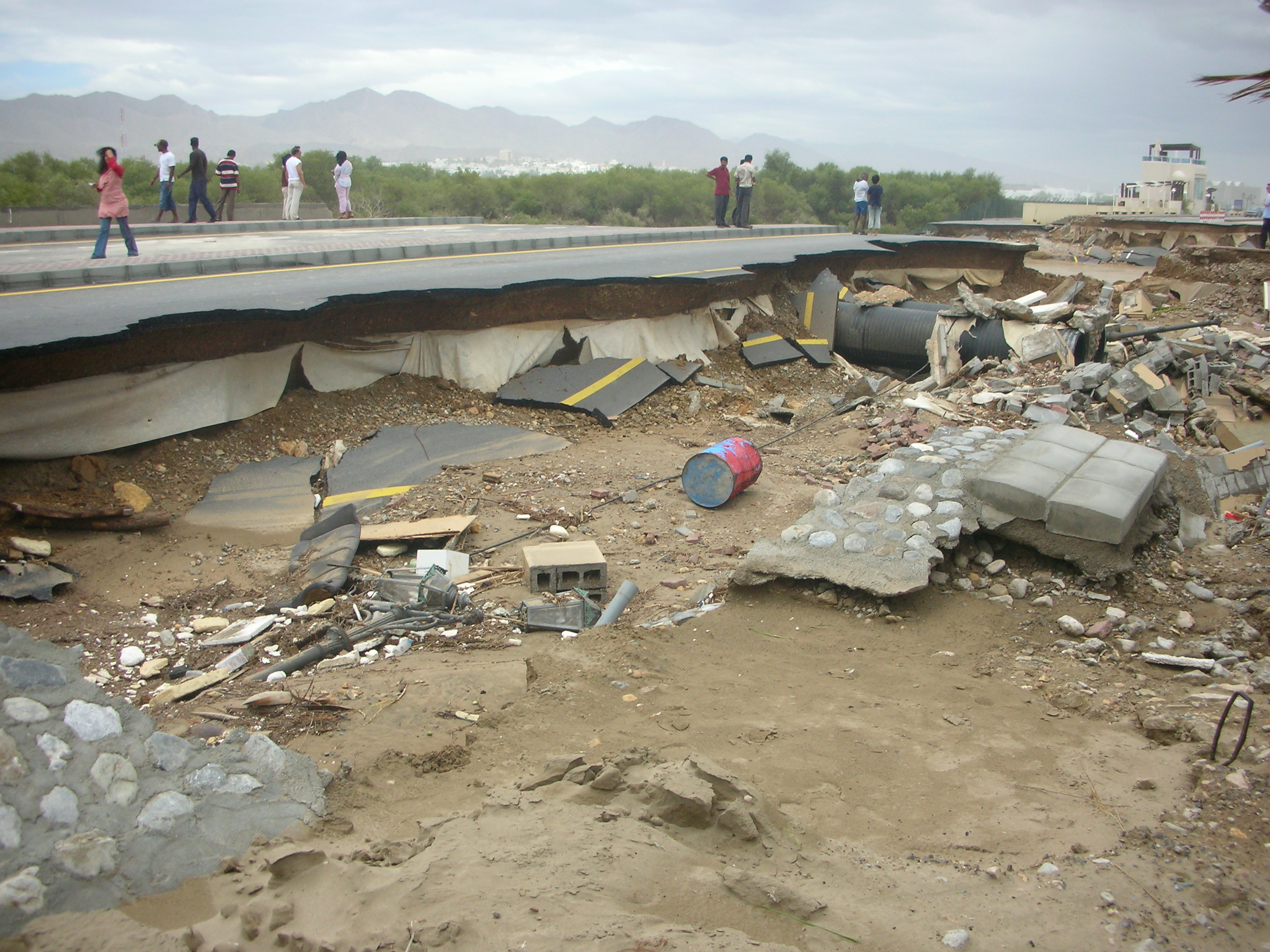
أضرار الطرق في مسقط، عمان بسبب إعصار غونو

- 10 مايو 2002 - أسفرت عاصفة هبت في عمان عن سقوط أمطار غزيرة - وصلت إلى 251 مـم (9.9 بوصة) in قيرون حيريتيفي ولاية صلالة[24] – والتي غرقت المئات من الماشية واجتاحت العديد من السيارات.[25][73] خلفت العاصفة 25 مليون دولار أمريكي في أضرار وتسع وفيات،[24][25] من بينهم جنديان وضابط شرطة غرقا أثناء إنقاذ أشخاص آخرين.[74]
- 6 يونيو / حزيران 2007 - وصل إعصار غونو إلى اليابسة في أقصى شرق عمان بالقرب من رأس الحد مع رياح بلغت سرعتها 150 كم/ساعة (90 ميلًا في الساعة)،[7][75] مما يجعله أقوى إعصار استوائي يسجل على شبه الجزيرة العربية.[12] أنتجت العاصفة رياح 100 كم/ساعة (62 ميل في الساعة) في العاصمة مسقط،[13] مع ذروة عاصفة تبلغ 180 كم/س (110 ميل/س) في قلهات. حدثت أمطار غزيرة في الجزء الشرقي من البلاد، وبلغت ذروتها 943 مـم (37.1 بوصة)على جبل أسفار.[7] دفعت العاصفة ميناء النفط الرئيسي في البلاد، العاصفة أدت إلى إغلاقميناء الفحل لمدة ثلاثة أيام، [76] وفي الوقت نفسه تسببت في انقطاع التيار الكهربائي عن الماء والكهرباء على نطاق واسع.[77] دمرت العاصفة 25,419 منزل وأكثر من 13000  سيارة.[7] قتل غونو 50 شخصًا وتسبب في تلفيات بقيمة 4.2 مليار دولار في عُمان، مما يجعلها أسوأ كارثة طبيعية في البلاد.[13] اضطر مئات الأشخاص في الإمارات العربية المتحدة للإجلاء بسبب الموجات العالية من غونو.[78] وعبرت العاصفة في وقت لاحق خليج عمان وضربت إيران.[13]
- 1 تشرين الثاني (نوفمبر) 2007 - امتد الحمل الخارجي المشتت من عاصفة مدارية متبددة إلى الساحل العماني.[79]
- 7 يونيو / حزيران 2008 - تسبب عاصفة مدارية متبددة بهطول أمطار غزيرة في عُمان.[80]
- 24 أكتوبر / تشرين الأول 2008 - أدت عاصفة مدارية فوق جنوب اليمن،[11] إلى سقوط أمطار غزيرة تسببت في فيضانات شديدة.[81] في جميع أنحاء البلاد، دمرت الفيضانات 2826 منزلًا وألحقت أضرارًا بـ 3,679 منزلًا، تاركة حوالي 25000 شخص بلا مأوى. آثار الفيضانات عطلت سبل معيشة حوالي 700000  من السكان. وقدرت الخسائر الإجمالية بمبلغ 874.8 مليون دولار أمريكي، على الرغم من أن الخسائر المتبقية من البنية التحتية المتضررة قدرت بتكلفة إضافية قدرها 726.9 مليون دولار أمريكي. وبالتالي، قدّر التأثير الاقتصادي الكلي للعاصفة بنحو 1.638 مليار دولار، أي ما يعادل 6٪ تقريبًا من إجمالي الناتج المحلي للبلاد.[33] تسبب المنخفض الجوي في مقتل 180 شخصًا في البلاد.[11] كانت ثاني أسوأ كارثة طبيعية مسجلة في اليمن، بعد عاصفة عام 1996.[6]

### 2010–2019

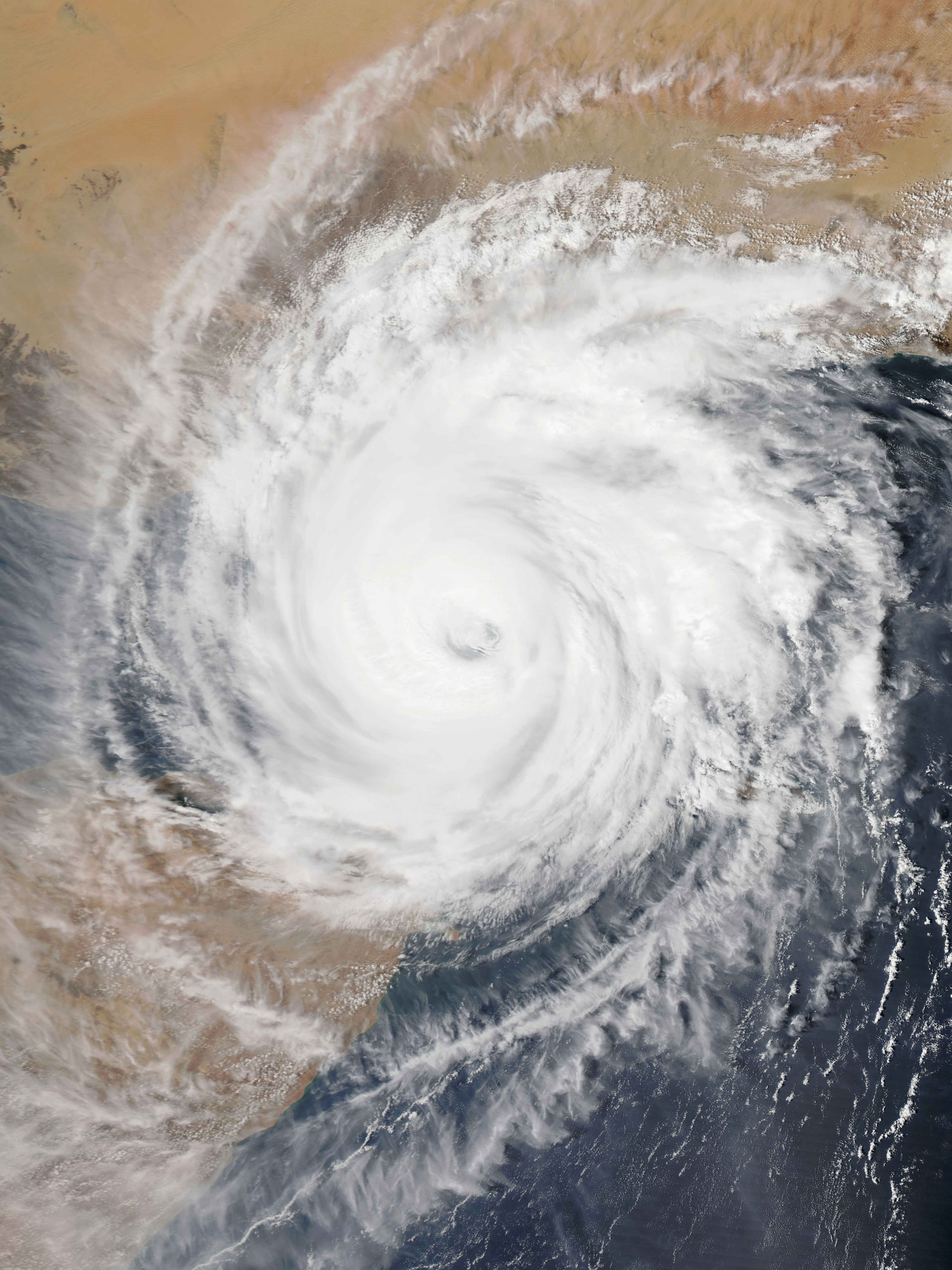
إعصار تشابالا فوق خليج عدن

- 23 أيار (مايو) 2010 – عاصفة باندو  [لغات أخرى]‏ انجرفت إلى خليج عدن، مما تسبب في هطول أمطار غزيرة على اليمن.[15] دمرت العاصفة عدة منازل في جزيرة عبد الكوري، فقتلت فتاة واحدة.[82]
- 3 يونيو 2010 - وصل إعصار فيت إلى اليابسة بشرق عمان حيث بلغت سرعة الرياح 120 كم/ساعة (75 ميلاً في الساعة) شمال شرق مصيرة، واتخذ ما وصفه (IMD) بأنه أحد أطول وأندر المسارات في الحوض؛ تحولت العاصفة في وقت لاحق إلى الشرق وضربت باكستان. في عمان، تسببت العاصفة في سقوط أمطار غزيرة وتسببت في هبوب رياح قوية، مما أوقف إنتاج النفط مؤقتًا.[15] قام فيت بإتلاف الطرق وخطوط الكهرباء،[83] وجرف مئات السيارات. قدرت الأضرار بنحو 300 مليون ريال عماني (780  مليون دولار أمريكي) 300&n),[14] وكان هناك 24 حالة وفاة في البلاد.[15] أدى مرور فيت والعواصف اللاحقة إلى قيام الحكومة العمانية بالبحث في بناء رابط ثابت مع جزيرة مصيرة.[84]
- 2 تشرين الثاني (نوفمبر) 2011 - حامت العاصفة الإعصارية كيلا  [لغات أخرى]‏ فوق عمان شمال صلالة قبل أن تظهر مرة أخرى في المياه المفتوحة، وهذا أمر نادر الحدوث وفقًا لـ (IMD).[17] أسفرت العاصفة عن هطول أمطار غزيرة تصل إلى حوالي 700 مـم (28 بوصة)، [85] أي ما يعادل كمية عام واحد، مما تسبب في فيضانات في المناطق الجافة عادة.[86] تسببت العاصفة في مقتل 14 شخصًا في عمان وإصابة 200 شخص،[17] معظمهم في شمال البلاد جراء الفيضانات المفاجئة.[85] غرق خمسة أشخاص آخرين في غرق سفينة، , with nine missing.[16] قدرت الأضرار بمبلغ 80 مليون دولار أمريكي.[18]
- 10 نوفمبر 2011 -منخفض جوي قبالة ساحل جنوب عمان، مما أدى إلى سقوط 40 مـم (1.6 بوصة) من الأمطار.[85]
- 31 أكتوبر 2014 - تسببت اطراف إعصار نيلوفر في فيضانات مفاجئة في الرستاق في شمال شرق عمان، مما أسفر عن مقتل أربعة أشخاص بعد أن جرفت سيارة إلى واد غمرته المياه أو في قاع شعيب (وادي), .[26]
- 12 يونيو 2015 - تبدد العاصفة الإعصارية أشوبا قبالة الساحل الشرقي لسلطنة عمان، حيث هطلت الأمطار بمعدل 231 مـم (9.1 بوصة) في جزيرة مصيرة خلال 24 ساعة، أي ما يعادل 10 أضعاف متوسط هطول الأمطار في يونيو. تسببت العاصفة في فيضانات وأجبرت المدارس على الإغلاق.[87]
- 3 نوفمبر 2015 - بعد أن بلغت ذروتها ثاني أقوى عاصفة مسجلة في بحر العرب،[6] أصبح الإعصار تشابالا أول عاصفة مسجلة تصل اليابسة في اليمن كعاصفة إعصارية شديدة - أي ما يعادل الإعصار - عندما ضرب الريان  [لغات أخرى]‏ برياح 120 كم/ساعة (75 ميل في الساعة).[27][28] انتقلت إلى الشاطي وحطت أرضًا أخرى غرب بالحاف.[6] في وقت سابق، ضربت العاصفة جزيرة سقطرى، مما أسفر عن مقتل 11 شخصًا بينما كان يسقط ما يعادل 10 سنوات من الأمطار، ويقدر من 460 إلى 610 ملم (18 إلى 24 بوصة).[27] في البر الرئيسي لليمن، اظهرت صور الأقمار الصناعية أن لأمطار التي تسبب بها تشابالا تعادل هطول لأمطار لعدة سنوات، والذي يقدر بأكثر من 250 مـم (9.8 بوصة).[6] في البر الرئيسي ألحقت العاصفة أضرارًا بالغة بـ 444 منزلًا ودمرت الطرق الرئيسية في محافظة حضرموت.[88] على الصعيد الوطني، شردت العاصفة أكثر من 50000 شخص، من بينهم 18,000 في سقطرى.[28] ضرب تشابالا في خضم حرب أهلية مستمرة.[89]
- 8 نوفمبر، 2015 - بعد أيام فقط من الإعصار السابق، جلب إعصار ميغ كمية إضافية من الأمطار إلى جزيرة سقطرى اليمنية، مما أسفر عن مقتل شخصين.[27] بعد يومين، ضرب ميغ البر الرئيسي لليمن شمال شرق زنجبار برياح بلغت سرعتها 55 كم/ساعة (35 ميلاً في الساعة.[90] بشكل جماعي، قتل ميغ وشابالا السابقة 26 شخصًا وأصيبوا 78 في اليمن.[29]
- 30 يونيو 2016 - تسبب منخفض جوي في حدوث بعض الأمطار على طول ساحل عمان.[91]
- 18 مايو، 2018 - وصل إعصار ساغار  [لغات أخرى]‏ إلى ذروته في خليج عدن، مما أدى إلى هطول أمطار مدمر على ساحل اليمن. قتلت العاصفة امرأة عندما اشتعلت النار في منزلها بسبب العاصفة.[92][34]
- 25 مايو، 2018 - هبط إعصار مكونو إعصار ميكونو في جنوب غرب عمان، بعد تفريش جزيرة سقطرى اليمنية. قتل الإعصار 31  شخصًا - 20 في سقطرى و 4 في البر الرئيسي في اليمني و 7 في عُمان.[93][94] قدرت الأضرار بحوالي 1.5 مليار دولار أمريكي.[95] خلقت الأمطار الغزيرة البحيرات الأولى منذ 20  عامًا في الربع الخالي.[96]
- 14 أكتوبر، 2018 - ضربت العاصفة الإعصارية إعصار لبان  [لغات أخرى]‏ لوبان شرق اليمن، حيث سقطت 290 مـم (11 بوصة) من الأمطار في الغيضة.[97] تسببت العاصفة في تلفيات تقدر بمليار دولار أمريكي،[98] وقتلت 14 شخصًا في اليمن، وأصيب 124 شخصًا أخر، وتشرد حوالي 8000 شخص.[99]

## الإحصاءات المناخية
| شهر    | عدد العواصف |
| ------ | ----------- |
| مايو   | 14          |
| يونيو  | 18          |
| يوليو  | 3           |
| أغسطس  | 1           |
| سبتمبر | 3           |
| أكتوبر | 8           |
| نوفمبر | 8           |
| ديسمبر | 5           |

| فترة      | عدد العواصف |
| --------- | ----------- |
| قرن 1800  | 5           |
| 1900–1949 | 10          |
| عقد 1950  | 3           |
| عقد 1960  | 6           |
| عقد 1970  | 11          |
| عقد 1980  | 2           |
| عقد 1990  | 6           |
| عقد 2000  | 5           |
| عقد 2010  | 12          |